# Aviva Stadium
Aviva Stadium er et sportsstadion beliggende i Dublin, Irland, med en all-seater kapacitet på 50.000. Det er også almindeligt kendt som Lansdowne Road og benævnt Dublin Arena af UEFA.
Stadionet er bygget på stedet, hvor det gamle Lansdowne Road-stadion lå, som blev revet ned i 2007, og erstatter det stadion som hjemmebane for sine hovedlejere: Det irske rugby union team og Irlands fodboldlandshold. Beslutningen om at genopbygge stadionet kom efter, at planer for både Stadium Irland og Eircom Park ikke blev til noget. Aviva Group har underskrevet en 10-årig aftale for navnerettighederne og slog både Vodafone og Diageo.
Aviva Stadium ligger tæt på Lansdowne Road Station og åbnede officielt den 14. maj 2010. Det er Irlands første og eneste UEFA Elite-stadion og var i 2011 vært for Europa League finalen. Det har ligeledes været vært for den konstituerende 4 Associations' Tournament og har siden 2010 regelmæssigt lagt græs til de nationale rugby team og fodboldlandshold.

## Faciliteter
Stadionet har fire tilskuer-niveauer, med den nedre og øvre niveau er for generel adgang, andet niveau for premium-billetter og tredje niveau for virksomhedernes sponsor-lounger og andre VIP-sektioner. Den nordlige del er imidlertid kun med en enkelt etage, på grund af dets nærhed til lokale boliger. Denne side forventes at være til udeholdet ved internationale fodbold-begivenheder. Der er to kælder-niveauer og syv etager. Premium-niveauet har plads til 11.000 tilskuere, mens VIP-niveauet har plads til 1.300. De resterende 38.700 sæder er delt mellem top og bund-niveauerne. Kapaciteten af stadion er blevet kritiseret, selv inden stadion er åbnet for at være for lille, navnlig i lyset af de store tilskuertal for irske rugby landskampe og fodboldlandskampe på Croke Park siden 2007. Men stadion tag er udformet i en bølge-lignende måde, for at undgå refleksion af lyset til de lokale boliger.

## Historie
Stadionet blev officielt indviet den 14. maj 2010 Taoiseach Brian Cowen. I løbet af måneden før og efter stadionet blev officielt åbnet, havde Aviva Insurance reklamer, der i slutningen viste et ældre ægtepar gå ud af en hallway og ind på hovedtribunen.

### Fodbold
Stadionet er også vært for Irlands hjemmekampe, ligesom forgængeren, Lansdowne Road, gjorde. Holdet spillede sine hjemmekampe på Croke Park under opførelsen af Aviva. Den første fodboldkamp på Aviva var Manchester United FC mod et League of Ireland XI-hold, som blev styret af Damien Richardson, den 4. august 2010. Manchester United vandt kampen 7-1, mens Ji-Sung Park scorede det første nogensinde mål på Aviva Stadion. Den første landskamp Irland spillede på Aviva Stadium var et 1-0-nederlag til Argentina, i en venskabskamp den 11. august 2010. Den første konkurrencedygtige mål blev scoret af Kevin Kilbane i en UEFA Euro 2012 kvalifikationskamp den 7. September 2010 mod Andorra.
Aviva er hvert år vært for FAI Ford Cup-finalen, som blev delt mellem RDS Arena og Tallaght Stadium, mens det nye stadion blev bygget. Den første Cup-finale på det nye stadion er planlagt til søndag den 14. november 2010. Billetter til den endelige der skal indgå som en del af de ti års international billetter.  
4 Associations' Tournament 2011 vil også finde sted på Aviva Stadium. Turneringen har deltagelse af de nationale fodboldhold fra Skotland, Wales, Nordirland og Irland. 
Europa League-finalen 2011 vil også finde sted på Aviva, men på grund af UEFA-regler mod virksomhedernes sponsorering udenom føderationen, vil stadionet blive omtalt som "Dublin Arena" til finalen.

### Rugby
Det irske rugbylandshold spiller sine hjemmekampe på stadionet, som det skete tidligere på Lansdowne Road, og overtager fra deres midlertidige hjem, Croke Park, hvor kampene blev spillet under Avivas konstruktion. Irlands første internationale kamp var den 5. november 2010 mod Sydafrika. Kampe mod Samoa, New Zealand og Argentina blev også spillet i de første par åbningsmåneder.
Den første rugbykamp på Aviva var en venskabskamp den 31. juli, benævnt som O2 Challenge, der involverer under 18 og under-20 spillere fra alle fire af Irlands provins sider, med et Leinster/Ulster-hold besejrende et Munster/Connacht-hold 69-0. Som led i optakten til begivenheden, O2 løb et reklamefremsød, som gav vinderen mulighed for at forsøge at score det ceremonielle første point på Aviva via en simuleret conversion-spark på dagen før kampen. Vinderen af forfremmelse John Baker fra Ennis, var succesfuld.  Den første officielle points på Aviva var en forsøg fra Ulsters Craig Gilroy i O2 Challenge.
Stadionet vil også lejlighedsvis være vært for Leinster-hjemmekampe, når RDS Arenas mindre kapacitet ikke kan imødekomme efterspørgslen. IRFU håber også at være vært for Heineken Cup 2013-finalen på Aviva og kan forventes at byde på den i nærmeste fremtid.

## Øvrigt

### Koncerter
| Concerts at The Aviva Stadium | Concerts at The Aviva Stadium | Concerts at The Aviva Stadium | Concerts at The Aviva Stadium |
| Dato                          | Kunstner                      | Tour                          | Tilskuere                     |
| ----------------------------- | ----------------------------- | ----------------------------- | ----------------------------- |
| 24.–25. september 2010        | Michael Bublé                 | Crazy Love Tour               | 105.954                       |
| 25. juni 2011                 | Neil Diamond                  | World Tour 2011               | 50.108                        |
| 2. juli 2011                  | The Script                    | Science & Faith Tour          | 47.910                        |